# 2022年1月北京市2019冠状病毒病聚集性疫情
2022年1月北京市2019冠状病毒病聚集性疫情是指2022年1月起在中华人民共和国北京市爆发的2019冠状病毒病本土聚集性疫情。2022年1月15日，北京市新增1例本土确诊病例，该病例自称近期未出京，后经调查发现，该病例自述近期曾收发过国际邮件。1月19日，北京市又新增5例本土核酸检测阳性者，其中4人为同一单位冷库装卸工，另1人为同住密接，一同从事冷库装卸工作。根据流行病学调查及病毒全基因测序结果，本轮疫情分为两个不同感染来源的聚集性疫情，一是由国际邮件引发的聚集性疫情，为奥密克戎变异株；二是由进口冷链物品引发的聚集性疫情，为德尔塔变异株。截至2022年2月6日，北京市累计报告本土阳性感染者118例，其中，奥密克戎变异株关联疫情累计报告病例6例，均为确诊病例，均为轻型；德尔塔变异株关联疫情累计报告感染者112例，确诊病例100例、无症状感染者12例。此次疫情也外溢到4省6市，包括山东省济南市、聊城市、山西省大同市、河北省保定市（含雄安新区）、廊坊市和辽宁省沈阳市。

## 背景

### 防控措施
北京市自2019冠状病毒病疫情发生以来，一直采取严格的防疫政策，尤其是为了迎接即将到来的北京冬奥会，北京市曾多次调整进京人员管控措施。根据现有的管控措施，有1例及以上本土感染者的县及14日内有该县旅居史的人员，严格限制进京、返京；有1例及以上本土感染者所在地级市的其他县人员，非必要不进京，不返京。确需进京的需持北京健康宝绿码和48小时内核酸检测阴性证明，抵京后进行14天健康监测。低风险地区进返京人员须持48小时核酸阴性证明和“北京健康宝”绿码。环京地区通勤人员，在该措施执行后首次进返京须持48小时内核酸检测阴性证明，此后每次进返京持14日内核酸检测阴性证明。其他口岸入境进京人员需在入境口岸所在地隔离观察满21天。另外，自2022年1月22日零时起至3月底，进返京人员在抵京后72小时内需进行一次核酸检测，通勤人员按照现有政策规定继续执行。
1月21日，北京市委宣传部副部长、市政府新闻办主任、市政府新闻发言人徐和建说，北京近期报告病例呈现多点散发态势，疫情防控形势严峻复杂，全市各区各部门要保持全面应急状态，全方位严防死守。中华人民共和国国务院副总理孙春兰也于20日到中国国家速滑馆、主媒体中心、中国国家体育场调研，考察北京冬奥会疫情防控工作，并主持召开专题会议时也强调，要尽快遏制疫情扩散，确保北京冬奥会顺利举办。

### 西南郊冷库概况

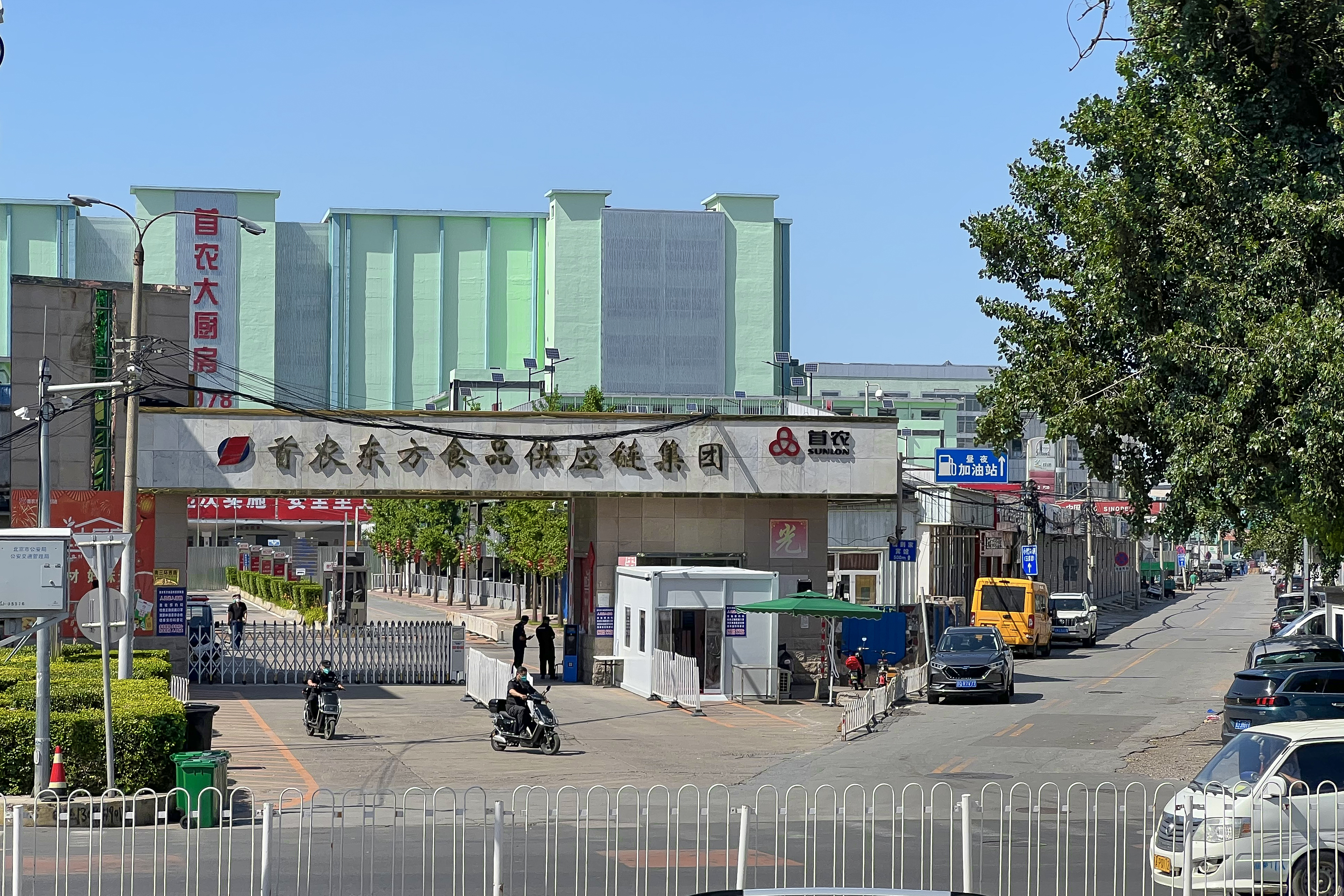
此次聚集性疫情结束后的西南郊冷库正门（2022年7月摄）

此次聚集性疫情的德尔塔变异株传播链与丰台区玉泉营街道玉泉营桥西北角的西南郊冷库关联较大。西南郊冷库由北京西南郊食品冷冻有限公司经营管理，该公司为首农食品集团旗下北京首农东方食品供应链管理集团有限公司（原属北京二商集团）的全资子公司，经营范围包括销售散装食品、销售预包装食品、食品冷藏；购销包装食品、畜禽肉类、水产品；销售食用农产品、禽蛋、粮食、新鲜蔬菜、新鲜水果；冷藏保温货物运输；铁路整车货物到发、装卸；停车场管理；货物进出口、代理进出口。
该冷库于1972年4月开始筹建，1974年10月动工，1979年7月完成一期工程，主要承担政府冻肉储备、平抑市场物价和保证首都市民“菜蓝子”工程的功能，1983年完成三期工程后，总储藏能力达到4.5万吨，是当时亚洲第一大冷库。1993年，因市场经济转型，储备肉占比大减的西南郊冷库开始对外出租库容，成立西南郊肉类水产品市场，此后发展成华北地区最大的冷冻产品集散地。西南郊冷库的零售及批发业务在每年春节前会达到最高峰，造成南三环及京开高速玉泉营段的交通拥堵。
早在2021年2月就有冷库周边居民表示对冠状病毒在低温环境繁殖传播的担忧，要求西南郊冷库严格管理，首农集团亦曾于2021年3月予以回应，称北京西南郊食品冷冻有限公司“严格按照相关规定要求执行各项疫情防控工作，开展定期人员、环境核酸检测、冷库商品和冷库环境消杀等工作，落实冷链食品溯源信息化系统建设工作，冷库内商品电子化记录、追溯”。事实上，西南郊果品冷库在新冠疫情爆发后也规定不允许存放进口冷链食品。

## 确诊时序

### 北京市
2022年1月15日，北京新增1例本土确诊病例，该病例近期未出京，活动轨迹涉多个购物中心。北京市疾控中心复核结果为奥密克戎变异株（BA.1进化分支阳性。经过进一步的流行病学调查和全方位的风险点位排查，该病例发病前14天内均无外省市旅居史，工作期间偶尔会收发国际邮件。病例近期收取的国际邮件于1月7日自加拿大发出，途经美国及香港到达北京，于1月11日收到邮件。1月17日，新增1例本土确诊病例，为1月15日通报的本土确诊病例的密切接触者。1月18日，新增1例本土确诊病例和1例无症状感染者，其中1例无症状感染者住址在朝阳区，主要从事装修材料搬运工作。1月19日，新增5例本土核酸检测阳性者。其中4人为同一单位冷库装卸工，另1人为同住密接，一同从事冷库装卸工作，翌日通报有2例证实确诊。1月20日，北京市新增5例本土新冠肺炎确诊病例，其中3例为19日通报的核酸检测阳性者诊断为确诊病例，普通型2例，轻型1例。北京市疾控中心对1月19日通报的核酸检测阳性者1进行全基因组测序，结果显示为德尔塔变异株（AY.30进化分支），与1月18日通报的核酸检测阳性者病毒序列完全一致，属于同一传播链。1月21日，新增9例本土确诊病例、1例本土无症状感染者转确诊病例和6例无症状感染者。1月22日，新增9例本土确诊病例（含1例1月21日诊断的无症状感染者转确诊病例）、4例本土无症状感染者。1月23日，新增6例本土确诊病例（含1例1月21日诊断的无症状感染者转确诊病例）和2例无症状感染者。1月24日，新增5例本土确诊病例和1例无症状感染者。1月24日16时至1月25日16时，新增本土确诊病例12例、无症状感染者3例。1月25日16时至1月26日16时，新增本土确诊病例6例、无症状感染者2例。1月26日16时至1月27日16时，新增本土确诊病例4例、无症状感染者1例。1月27日16时至1月28日16时，新增本土确诊病例4例。1月28日16时至1月29日16时，新增本土确诊病例12例，均来自管控人员。1月29日16时至1月30日16时，新增本土确诊病例12例，均来自管控人员。1月31日0时至24时，新增2例本土确诊病例和1例本土无症状感染者。2月1日0时至24时，新增2例本土确诊病例。2月1日16时至2月2日16时，新增本土确诊病例3例，均来自管控人员。2月4日，新增1例本土确诊病例。2月5日，新增1例本土确诊病例。2月6日，新增2例本土确诊病例（含1例无症状感染者转确诊病例）
本轮疫情中，由进口冷链物品引发的聚集性疫情大部分在西南郊冷库工作，另有多人曾多次在华兴饭庄就餐。

### 其他城市
1月22日晚，济南市历城区对北京通报协查的已隔离管控的密切接触者进行核酸检测，发现2人核酸检测阳性。1月23日凌晨，经专家组会诊，2人被诊断为确诊病例。同日，聊城市新增1例本土无症状感染者，该无症状感染者与弟弟郭某在北京市丰台区玉泉营街道京泉冷库从事进口羊肉生意，在北京大兴区黄村镇立伐村租房住。1月21日从北京丰台区自驾车到高唐县，遂至姜店镇卫生院采集咽拭子，检测结果为阴性。1月22日再次采集样本，高唐县疾控中心初筛阳性，随即闭环转运至定点医院，同时，将采集样本送至市疾控中心，复核结果呈阳性。而大同市云冈区对北京市丰台区一名返同人员进行核酸检测，结果为阳性。1月23日凌晨，经市疾控中心、市第四人民医院复核均为阳性，其后证实确诊。另外，河北省安新县新增本土确诊病例3例，均为北京丰台区返乡人员。1月24日，沈阳市辽中区在对北京市丰台区来（返）沈人员例行主动核酸检测中，发现一例核酸检测阳性人员，经市专家组诊断为无症状感染者；安新县截至当日共发现5例确诊病例。1月25日，涞水县发现1例新冠肺炎确诊病例，系正在居家健康监测的从北京丰台区务工返乡人员。沈阳市新增1例确诊病例，曾驾车往返于北京市通州区张家湾镇住总冷库和沈阳水产批发市场、皇姑区一冷冷库（北方肉食城）之间，在京无住址，居住在货车上。1月26日，三河市集中隔离点检测出1名核酸阳性人员，为北京返乡人员，之后新增确诊病例3例，均为三河市首发病例家人。1月28日，涞水县新增1例确诊病例，系北京关联确诊病例的密切接触者。大同市发现1名核酸检测阳性人员，经省市专家组会诊诊断为确诊病例（轻型）。2月5日，廊坊市固安县新增本土确诊病例2例，均为居家健康监测北京冷链行业通勤人员的关联人员。

### 各关联病例情况简表
注：自2021年1月24日起，因应隐私保护，北京市调整官方疫情通报格式，不再公布确诊患者的年龄和性别。此外，自2022年1月23日起，北京市在前期已公布病例基础上分别从两条传播链条对病例按连续编号的形式进行公布，故下表中在京确诊病例同时使用双编号显示，其中“京O”为奥密克戎变异株关联病例，“京D”为德尔塔变异株关联病例。
| #              | 報告日期 | 其他資料 | 报告地   |
| -------------- | -------- | --- | -------- |
| 1（京O#1）     | 1月15日  | 现住海淀区上地街道博雅西园，工作地点为海淀新技术大厦。患者发病前14天内均无外省市旅居史，工作期间偶尔会收发国际邮件。1月13日出现咽部不适，1月14日因单位疫情防控要求进行核酸检测，1月15日报告核酸检测结果为阳性，当日诊断为确诊病例，临床分型为轻型，是本轮疫情的首位确诊病例。 | 北京市   |
| 2（京O#2）     | 1月17日  | 现住海淀区上地街道博雅西园，工作地点为海淀区上地信息路2号，为案1的母亲。1月15日转至集中隔离点，1月17日核酸检测结果为阳性，已转至定点医院隔离治疗，当日诊断为确诊病例，临床分型为轻型。 | 北京市   |
| 3（京O#3）     | 1月18日  | 现住海淀区马连洼街道永丰路百旺茉莉园一期，工作地点为海淀新技术大厦，为案1的同楼层同事。1月15日作为高风险人群居家隔离，1月17日出现发热症状，核酸检测结果为阳性。1月18日诊断为确诊病例，临床分型为轻型，已转至定点医院隔离治疗。 | 北京市   |
| 4（京D#1）     | 1月18日  | 岳某显，山东威海人，现住朝阳区平房乡石各庄村558号房，2021年春季第一次来京做零工，9月1号回到威海工作，11月再次来京务工，主要从事装修材料搬运工作。1月17日前往朝阳区核酸检测点进行核酸检测，1月18日准备从北京南站乘坐G1085次列车回威海，疾控中心发现岳某显核酸异常，列车被扣下。核酸检测结果为阳性，已转至定点医院隔离治疗，当日诊断为无症状感染者。1月19日出现头痛、咽痛等症状，转为确诊病例。 | 北京市   |
| 5（京D#2）     | 1月19日  | 现住丰台区万柳园社区，冷库搬运工，每周例行做核酸检测一次。自述于1月16日出现咳嗽症状，自行服用购买的感冒药，未就医。1月19日报告核酸检测结果为阳性，市疾控中心检测出德尔塔变异株特异性突变位点，当日诊断为确诊病例，临床分型为轻型。 | 北京市   |
| 6（京D#3）     | 1月19日  | 与案5共同居住，冷库搬运工，每周例行做核酸检测一次。自述于1月6日出现咳嗽等症状，自行服用购买的感冒药，未就医。1月19日报告核酸检测结果为阳性，市疾控中心检测出德尔塔变异株特异性突变位点，当日诊断为确诊病例，临床分型为轻型。 | 北京市   |
| 7（京D#4）     | 1月20日  | 现住房山区长阳镇北广阳城大街8号单位宿舍，每周例行做一次核酸检测。自述于1月17日出现咳嗽症状，自行服用自备药，未就医。1月19日报告核酸检测结果为阳性。1月20日诊断为确诊病例，临床分型为普通型。 | 北京市   |
| 8（京D#5）     | 1月20日  | 与案7同住房山区长阳镇北广阳城大街8号单位宿舍，每周例行做一次核酸检测。自述于1月18日出现鼻塞症状，自行服用自备药，未就医。1月19日报告核酸检测结果为阳性。1月20日诊断为确诊病例，临床分型为轻型。 | 北京市   |
| 9（京D#6）     | 1月20日  | 现住丰台区玉泉营街道万柳园小区，与案5、6共同居住。1月19日出现咽痛症状，报告核酸检测结果为阳性。1月20日诊断为确诊病例，临床分型为普通型。 | 北京市   |
| 10（京D#7）    | 1月20日  | 现住房山区长阳镇北广阳城大街8号单位宿舍，为案7的密切接触者，冷库管理员。自述1月17日出现咽痒症状，自行购买服用快克和三九感冒颗粒，服药后症状有所缓解，未就医。1月19日报告核酸检测结果为阳性。1月20日诊断为确诊病例，临床分型为普通型。 | 北京市   |
| 11（京D#8）    | 1月20日  | 现住丰台区玉泉营街道宜兰园一区2号楼2门，案6的密切接触者，从事日常批发经营速冻食品。1月19日出现发热症状，自行前往核酸采样点进行核酸检测，当日报告核酸检测结果为阳性。综合流行病史、临床表现、实验室检测和影像学检查等结果，1月20日诊断为确诊病例，临床分型为轻型。 | 北京市   |
| 12（京O#4）    | 1月21日  | 现住海淀区马连洼街道永丰路百旺茉莉园一期，为案3的密切接触者。1月17日作为密切接触者转至集中隔离点，期间两次核酸检测结果为阴性，1月21日核酸检测结果为阳性，当日诊断为确诊病例，临床分型为轻型。 | 北京市   |
| 13（京O#5）    | 1月21日  | 现住海淀区马连洼街道永丰路百旺茉莉园一期，为案3的密切接触者。1月17日作为密切接触者转至集中隔离点，期间两次核酸检测结果为阴性，1月21日核酸检测结果为阳性，当日诊断为确诊病例，临床分型为轻型。 | 北京市   |
| 14（京D#9）    | 1月21日  | 现住丰台区玉泉营街道亿朋苑小区，冷链经营者。自述于1月17日出现乏力症状，1月18日症状有所好转。作为风险管控人群进行核酸检测，1月20日报告结果为阳性，1月21日诊断为确诊病例，临床分型为普通型。 | 北京市   |
| 15（京D#10）   | 1月21日  | 现住丰台区玉泉营街道万柳园小区，工作地点为西南郊冷库。自述于1月13日曾去过丰台区玉泉营果品冷库。1月16日左右出现流涕症状，自服板蓝根和感冒冲剂，未就医。作为风险管控人群进行核酸检测，1月20日报告结果为阳性，1月21日诊断为确诊病例，临床分型为普通型。 | 北京市   |
| 16（京D#11）   | 1月21日  | 现住丰台区玉泉营街道玉泉营212号院，工作地点为西南郊冷库。曾多次在华兴饭庄就餐。自述曾出现感冒症状，自行服药。作为确诊病例的密切接触者进行核酸检测，1月20日报告结果为阳性，1月21日诊断为确诊病例，临床分型为轻型。 | 北京市   |
| 17（京D#12）   | 1月21日  | 现住丰台区玉泉营街道玉泉营212号院，工作地点为西南郊冷库。曾多次在华兴饭庄就餐。自述于1月15日左右出现咳嗽症状，未就医。作为确诊病例的密切接触者进行核酸检测，1月20日报告结果为阳性，1月21日诊断为确诊病例，临床分型为轻型。 | 北京市   |
| 18（京D#13）   | 1月21日  | 现住大兴区旧宫镇庑殿路祥龙大院，在丰台区石榴园西街234号从事冷链运输工作。1月20日作为密切接触者进行集中隔离，1月21日核酸检测结果为阳性，当日诊断为确诊病例，临床分型为轻型。 | 北京市   |
| 19（京D#14）   | 1月21日  | 经开区报告病例，来京就医患者陪护人员。1月17日抵京后入住西城区广安门内大街甲116号牛街富润宾馆。1月18日前往北京军海中医医院进行核酸检测，结果为阴性。1月20日例行核酸检测结果为阳性，1月21日转至定点医院隔离治疗，综合流行病史、临床表现、实验室检测和影像学检查等结果，当日诊断为确诊病例，临床分型为轻型。 | 北京市   |
| 20（京D#15）   | 1月21日  | 现住丰台区玉泉营街道马家楼村，工作地点为西南郊冷库。1月20日作为风险管控人群进行核酸检测，结果为阳性，1月21日诊断为无症状感染者，当日出现发热症状，诊断为确诊病例，临床分型为轻型。 | 北京市   |
| 21（京D#16）   | 1月21日  | 现住丰台区玉泉营街道玉泉营212号院。自述曾多次前往丰台区万柳园小区正门菜市场买菜。作为风险管控人群进行核酸检测，1月20日报告结果为阳性，1月21日诊断为无症状感染者。 | 北京市   |
| 22（京D#17）   | 1月21日  | 现住丰台区玉泉营街道玉泉营212号院，为案21的家人。自述曾多次前往丰台区万柳园小区正门菜市场买菜。作为风险管控人群开展核酸检测，1月20日报告结果为阳性，1月21日诊断为无症状感染者。 | 北京市   |
| 23（京D#18）   | 1月21日  | 现住丰台区玉泉营街道万柳园小区，工作地点为西南郊冷库。自述于1月10日曾前往丰台区万柳园小区附近的庆丰包子铺就餐。作为风险管控人群进行核酸检测，1月20日报告结果为阳性，1月21日诊断为无症状感染者。 | 北京市   |
| 24（京D#19）   | 1月21日  | 现住丰台区玉泉营街道万柳园小区，工作单位为玉泉营果品冷库。曾多次在华兴饭庄就餐。1月20日作为确诊病例的密切接触者进行核酸检测，结果为阳性，1月21日诊断为无症状感染者。 | 北京市   |
| 25（京D#20）   | 1月21日  | 现住丰台区郑王坟141号院，工作地点为西南郊冷库。1月21日核酸检测结果为阳性，当日诊断为无症状感染者。1月23日转确诊，临床分型为轻型。 | 北京市   |
| 26（京D#21）   | 1月21日  | 现住丰台区郑王坟141号院，工作地点为西南郊冷库。1月21日核酸检测结果为阳性，当日诊断为无症状感染者。 | 北京市   |
| 27（京D#22）   | 1月22日  | 现住丰台区南苑街道南庭新苑小区，为确诊病例的密切接触者。1月20日转至集中隔离点，1月21日出现发热症状，核酸检测结果为阳性，1月22日诊断为确诊病例，临床分型为轻型。 | 北京市   |
| 28（京D#23）   | 1月22日  | 现住丰台区玉泉营街道玉泉营212号院，工作地点为西南郊冷库。自述曾多次在华兴饭庄用餐。作为确诊病例的密切接触者进行核酸检测，1月21日报告结果为阳性，1月22日诊断为确诊病例，临床分型为普通型。 | 北京市   |
| 29（京D#24）   | 1月22日  | 现住丰台区新村街道怡海花园恒丰园小区1号楼，工作单位为丰台区怡海花园恒丰园7号楼一层好多家拉面包子饭店（怡海花园店）。自述于1月13日曾前往玉泉营果品公司宿舍，曾多次在华兴饭庄用餐。1月18日出现咳痰等症状。1月21日作为风险管控人群进行核酸检测，结果为阳性，1月22日诊断为确诊病例，临床分型为轻型。 | 北京市   |
| 30（京D#25）   | 1月22日  | 现住房山区长阳镇北广阳城大街8号，工作地点同现住址。1月19日作为确诊病例的密切接触者转至集中隔离点，期间两次核酸检测结果均为阴性，1月21日报告结果为阳性，1月22日诊断为确诊病例，临床分型为轻型。 | 北京市   |
| 31（京D#26）   | 1月22日  | 现住房山区长阳镇北广阳城大街8号，工作地点同现住址。1月19日作为确诊病例的密切接触者转至集中隔离点，期间两次核酸检测结果均为阴性，1月21日报告结果为阳性，1月22日诊断为确诊病例，临床分型为轻型。 | 北京市   |
| 32（京D#27）   | 1月22日  | 现住丰台区玉泉营街道玉泉营212号院，工作地点为西南郊冷库。1月18日出现咳嗽等症状，自行服药，未就诊。作为确诊病例的密切接触者进行核酸检测，1月21日报告结果为阳性，1月22日诊断为确诊病例，临床分型为轻型。 | 北京市   |
| 33（京O#6）    | 1月22日  | 现住海淀区永丰路百旺茉莉园一期，为确诊病例的密切接触者。1月18日转至集中隔离点，1月22日报告核酸检测结果为阳性，1月22日诊断为确诊病例，临床分型为轻型。 | 北京市   |
| 34（京D#28）   | 1月22日  | 现住丰台区新村街道怡海花园恒丰园小区，工作单位为丰台区怡海花园恒丰园7号楼一层好多家拉面包子饭店（怡海花园店）。1月13日曾在华兴饭庄就餐。1月22日报告核酸检测结果为阳性，诊断为确诊病例，临床分型为轻型。 | 北京市   |
| 35（京D#29）   | 1月22日  | 现住丰台区南苑街道南庭新苑小区。1月20日作为确诊病例的密切接触者转至集中隔离点，1月21日核酸检测结果为阳性，1月22日诊断为无症状感染者。1月23日经专家组会诊，病例胸部CT见少许实变灶，综合流行病史、临床表现、实验室检测和影像学检查等结果，当日诊断为确诊病例，临床分型为轻型。 | 北京市   |
| 36（京D#30）   | 1月22日  | 现住丰台区新村街道怡海花园恒丰园小区，工作地点为丰台区怡海花园恒丰园7号楼一层好多家拉面包子饭店（怡海花园店）。1月13日曾在华兴饭庄就餐。1月22日报告核酸检测结果为阳性，诊断为无症状感染者。1月26日，转为确诊病例。 | 北京市   |
| 37（京D#31）   | 1月22日  | 现住丰台区新村街道怡海花园恒丰园小区，工作地点为丰台区怡海花园恒丰园7号楼一层好多家拉面包子饭店（怡海花园店）。1月13日曾在华兴饭庄就餐。1月22日报告核酸检测结果为阳性，诊断为无症状感染者。 | 北京市   |
| 38（京D#32）   | 1月22日  | 现住丰台区新村街道怡海花园恒丰园小区，工作地点为丰台区怡海花园恒丰园7号楼一层好多家拉面包子饭店（怡海花园店）。1月13日曾在华兴饭庄就餐。1月22日报告核酸检测结果为阳性，诊断为无症状感染者。 | 北京市   |
| 39（京D#33）   | 1月22日  | 现住丰台区新村街道怡海花园恒丰园小区，工作地点为丰台区怡海花园恒丰园7号楼一层好多家拉面包子饭店（怡海花园店）。1月13日曾在华兴饭庄就餐。1月22日报告核酸检测结果为阳性，诊断为无症状感染者。 | 北京市   |
| 40（京D#34）   | 1月23日  | 现住丰台区玉泉营街道玉泉营212号院，工作地点为西南郊冷库。自述曾到华兴饭庄用餐，1月20日出现咽干症状。作为确诊病例的密切接触者进行核酸检测，1月22日报告结果为阳性，1月23日诊断为确诊病例，临床分型为轻型。 | 北京市   |
| 41（京D#35）   | 1月23日  | 现住经济开发区博兴街道亦庄移动硅谷亚朵酒店。1月17日抵京，1月22日作为确诊病例的密切接触者转至集中隔离点，当日核酸检测结果为阳性，1月23日诊断为无症状感染者。 | 北京市   |
| 42（京D#36）   | 1月23日  | 现住房山区长阳镇北广阳城大街8号，工作地点同现住址。1月19日作为确诊病例的密切接触者转至集中隔离点，1月23日核酸检测结果为阳性，诊断为确诊病例，临床分型为轻型。 | 北京市   |
| 43（京D#37）   | 1月23日  | 现住大兴区安定镇后辛房村。作为确诊病例的密切接触者进行核酸检测，1月23日报告结果为阳性，当日诊断为确诊病例，临床分型为轻型。 | 北京市   |
| 44（京D#38）   | 1月23日  | 现住丰台区玉泉营街道玉泉营212号院。因同小区有确诊病例，作为风险管控人员进行核酸检测，1月19日报告结果为阴性，1月23日报告结果为阳性，当日诊断为确诊病例，临床分型为轻型。 | 北京市   |
| 45（京D#39）   | 1月23日  | 现住丰台区玉泉营街道马家楼村，工作地点为玉泉营果品冷库。作为风险管控人员进行核酸检测，1月19日、22日报告结果为阴性，1月23日报告结果为阳性，当日诊断为无症状感染者。 | 北京市   |
| 46（京D#40）   | 1月23日  | 现住丰台区玉泉营街道亿朋苑小区。作为确诊病例的密切接触者转至集中隔离点，1月23日核酸检测结果为阳性，当日诊断为确诊病例，临床分型为轻型。 | 北京市   |
| 47             | 1月23日  | 长途货运司机，1月20日北京市确诊病例的密切接触者，曾在北京丰台区西南郊冷库与确诊病例有接触。1月20日凌晨抵达济南，1月20日核酸检测阴性。1月21日18时，接北京市通报协查后，立即转至历城区集中隔离点集中隔离。1月22日，区、市疾控中心检测核酸均为阳性，立即转至定点医院隔离治疗。1月23日凌晨2时，诊断为确诊病例（轻型）。 | 济南市   |
| 48             | 1月23日  | 长途货运司机，1月20日北京市确诊病例的密切接触者，曾在北京丰台区西南郊冷库与确诊病例有接触。返济途中接通报协查，1月21日23时抵达济南后立即转至历城区集中隔离点集中隔离。1月22日，区、市疾控中心检测核酸均为阳性，立即转至定点医院隔离治疗。1月23日凌晨2时，诊断为确诊病例（普通型）。 | 济南市   |
| 49             | 1月23日  | 郭某某，男，与弟弟郭某在北京市丰台区玉泉营街道京泉冷库从事进口羊肉生意，在北京大兴区黄村镇立伐村租房住。1月21日由北京回高唐，遂至姜店镇卫生院采集咽拭子，检测结果为阴性。1月22日再次采集样本，高唐县疾控中心初筛阳性，随即闭环转运至定点医院，同时，将采集样本送至市疾控中心，复核结果呈阳性，诊断为无症状感染者。 | 聊城市   |
| 50             | 1月23日  | 女，32岁，为北京市丰台区西南郊冷库工作人员。1月20日18：43与丈夫乘坐G2541次列车从北京北站上车，20:29到大同南站下车，出站后乘出租车直达现居住地云冈区六矿新区欣河苑小区。1月20日-1月22日居家隔离，1月22日核酸检测结果为阳性。1月23日凌晨，经市疾控中心、市第四人民医院复核均为阳性。 | 大同市   |
| 51             | 1月23日  | 张某某，男，50岁，现住雄安新区安新县端村镇西堤村。2022年1月20日4时30分从北京出发，6时20分到达高碑店首衡冷链物流园区装卸货物。1月21日04时07分先后到廊坊文安县、永清县装卸货物。1月22日镇村例行排查时，发现为北京中风险区返乡人员，即采取隔离措施。16时30分采集鼻咽拭子及血清检测，19时09分检测结果报告阳性。1月23日14时，经专家组会诊，诊断为确诊病例（轻型）。 | 雄安新区 |
| 52             | 1月23日  | 夏某某，男，24岁，现住雄安新区安新县圈头乡桥东村。2022年1月20日12时从北京乘车返回，16时到达圈头乡桥东村，18时村干部入户排查后，逐级上报，期间一直在家中休息。1月21日12时，圈头卫生院上门做核酸检测。当晚19时其出现低热症状。1月22日13时30分自家出发，骑电动车到圈头卫生院做核酸检测，返回家中途中曾到圈头水塔下方安康大药房门口取药，于13时47分结账后离开。14时接到集中隔离通知，14时40分至隔离点集中隔离观察。1月22日采集鼻炎咽拭子和血清，结果核酸检测初筛阳性。1月23日14时，经专家组会诊，诊断为确诊病例（轻型）。 | 雄安新区 |
| 53             | 1月23日  | 1月21日12时左右返回安新，到达安新汽车站，步行10分钟左右在云锦酒店附近乘车回家。家人主动报备后，一直居家监测。23日上午7时左右，核酸检测结果呈阳性。1月23日17时，经专家组会诊，诊断为确诊病例（轻型）。 | 雄安新区 |
| 54（京D#41）   | 1月24日  | 现住丰台区西南郊冷库三新公司，工作地点同现住址。作为风险管控人员进行核酸检测，1月19日报告结果为阴性，1月23日报告结果为阳性，1月24日诊断为确诊病例，临床分型为轻型。 | 北京市   |
| 55（京D#42）   | 1月24日  | 现住丰台区玉泉营街道玉泉营212号院。作为确诊病例的密切接触者进行核酸检测，1月20日报告结果为阴性，1月23日报告结果为阳性，1月24日诊断为确诊病例，临床分型为普通型。 | 北京市   |
| 56（京D#43）   | 1月24日  | 现住朝阳区南磨房街道山水文园东园，工作地点为西南郊冷库。1月19日作为风险管控人员进行居家隔离，自述于1月22日出现头晕症状，1月23日核酸检测结果为阳性，1月24日诊断为确诊病例，临床分型为轻型。 | 北京市   |
| 57（京D#44）   | 1月24日  | 现住丰台区玉泉营街道亿朋苑小区。作为确诊病例的密切接触者转至集中隔离点，1月23日核酸检测结果为阳性，1月24日诊断为确诊病例，临床分型为轻型。 | 北京市   |
| 58（京D#45）   | 1月24日  | 现住丰台区玉泉营街道郑王坟141号院。因同小区有确诊病例，作为风险管控人群进行核酸检测，1月18日、19日报告结果为阴性，1月23日报告结果为阳性，1月24日诊断为无症状感染者。 | 北京市   |
| 59（京D#46）   | 1月24日  | 现住丰台区玉泉营街道马家楼村，工作地点为西南郊冷库。自述曾多次在华兴饭庄用餐。作为风险管控人员进行核酸检测，1月23日报告结果为阳性，1月24日诊断为确诊病例，临床分型为轻型。 | 北京市   |
| 60             | 1月24日  | | 沈阳市   |
| 61             | 1月24日  | 1月19日14时左右返回安新。1月20日14时47分采取隔离措施。1月24日核酸检测结果阳性。1月24日22时，经专家组会诊，诊断为确诊病例（轻型）。 | 雄安新区 |
| 62             | 1月24日  | 1月21日15时左右返回安新，主动报备居家监测。1月22日16时，采取隔离措施。1月24日14时30分，核酸检测结果阳性。1月24日22时，经专家组会诊，诊断为确诊病例（轻型）。 | 雄安新区 |
| 63（京D#47）   | 1月25日  | 现住丰台区玉泉营街道云岭商务楼，工作地点为西南郊冷库。1月20日作为风险管控人员进行居家隔离，当日核酸检测结果为阴性。1月24日核酸检测结果为阳性，1月25日诊断为无症状感染者。 | 北京市   |
| 64（京D#48）   | 1月25日  | 现住丰台区玉泉营街道京丰公寓南院，为西南郊冷库工作人员的家人。1月20日作为风险管控人员进行核酸检测，结果为阴性。1月24日核酸检测结果为阳性，1月25日诊断为确诊病例，临床分型为普通型。 | 北京市   |
| 65（京D#49）   | 1月25日  | 现住丰台区看丹街道恒富中街4号院。自述曾多次前往好多家拉面包子饭店（怡海花园店）用餐。1月22日作为风险管控人员进行核酸检测，结果为阴性。1月23号出现痰多症状。1月24日核酸检测结果为阳性，1月25日诊断为确诊病例，临床分型为普通型。 | 北京市   |
| 65（京D#49）   | 1月25日  | 现住丰台区看丹街道恒富中街4号院。自述曾多次前往好多家拉面包子饭店（怡海花园店）用餐。1月22日作为风险管控人员进行核酸检测，结果为阴性。1月23号出现痰多症状。1月24日核酸检测结果为阳性，1月25日诊断为确诊病例，临床分型为普通型。 | 北京市   |
| 66（京D#50）   | 1月25日  | 现住丰台区玉泉营街道万柳西园小区，工作地点为西南郊冷库。1月21日作为风险管控人员进行居家隔离。自述于1月23日出现乏力症状。1月24日核酸检测结果为阳性，1月25日诊断为确诊病例，临床分型为轻型。 | 北京市   |
| 67（京D#51）   | 1月25日  | 现住大兴区旧宫镇美利新世界。1月19日作为风险管控人员进行核酸检测，结果为阴性。自述于1月23日出现咽部不适等症状。1月24日核酸检测结果为阳性，1月25日诊断为确诊病例，临床分型为普通型。 | 北京市   |
| 68（京D#52）   | 1月25日  | 现住西城区广安门外街道鸭子桥路1号院。因同单位有确诊病例，作为风险管控人员进行核酸检测，1月24日报告结果为阳性，1月25日诊断为无症状感染者。 | 北京市   |
| 69（京D#53）   | 1月25日  | 现住朝阳区安贞街道安贞里三区，工作地点为西南郊冷库。1月20日作为风险管控人员进行居家隔离，当日核酸检测结果为阴性。1月24日核酸检测结果为阳性，1月25日诊断为确诊病例，临床分型为普通型。 | 北京市   |
| 70（京D#54）   | 1月25日  | 现住丰台区玉泉营街道郑王坟282号院，工作地点为西南郊冷库。1月19日作为风险管控人员进行居家隔离，当日核酸检测结果为阴性。1月24日核酸检测结果为阳性，1月25日诊断为确诊病例，临床分型为轻型。 | 北京市   |
| 71（京D#55）   | 1月25日  | 现住朝阳区安贞街道安贞里三区，工作地点为西南郊冷库。1月19日作为风险管控人员进行核酸检测，结果为阴性。1月20日进行居家隔离。1月24日核酸检测结果为阳性，1月25日诊断为确诊病例，临床分型为轻型。 | 北京市   |
| 72（京D#56）   | 1月25日  | 现住朝阳区安贞街道安贞里三区，为西南郊冷库工作人员的家人。1月20日作为风险管控人员进行居家隔离，当日核酸检测结果为阴性。1月24日核酸检测结果为阳性，1月25日诊断为确诊病例，临床分型为轻型。 | 北京市   |
| 73（京D#57）   | 1月25日  | 现住丰台区右安门街道菜户营东街263号院，工作地点为西南郊冷库。1月20日作为风险管控人员进行居家隔离，当日核酸检测结果为阴性。1月24日核酸检测结果为阳性，1月25日诊断为确诊病例，临床分型为普通型。 | 北京市   |
| 74（京D#58）   | 1月25日  | 现住丰台区玉泉营街道万柳西园小区，工作地点为西南郊冷库。1月19日作为风险管控人员进行居家隔离，期间两次核酸检测结果均为阴性。1月24日核酸检测结果为阳性，1月25日诊断为确诊病例，临床分型为轻型。 | 北京市   |
| 75（京D#59）   | 1月25日  | 现住西城区广安门外街道鸭子桥路1号院。因同单位有确诊病例，收到健康宝弹窗提示，自行前往核酸检测点进行核酸检测。1月24日报告结果为阳性，1月25日诊断为确诊病例，临床分型为轻型。 | 北京市   |
| 76（京D#60）   | 1月25日  | 现住西城区白纸坊街道右安门西街甲10号院，工作地点为西南郊冷库。自述曾多次到华兴饭庄用餐。作为风险管控人员进行核酸检测，1月24日报告结果为阳性，1月25日诊断为无症状感染者。 | 北京市   |
| 77（京D#61）   | 1月25日  | 现住丰台区新村街道丰桥路7号院，工作地点为西南郊冷库。1月20日作为确诊病例的次密切接触者转至集中隔离点。期间两次核酸检测结果均为阴性。1月24日核酸检测结果为阳性，1月25日诊断为确诊病例，临床分型为普通型。 | 北京市   |
| 78             | 1月25日  | 男性，43岁，系北京丰台晶冷冷库装卸工，现住涞水县一渡镇龙安村。1月20日从北京丰台返回，在家居家健康监测；1月21日核酸检测结果阴性，1月25日核酸检测初筛结果阳性，保定市疾控中心复核检测结果阳性，专家组综合流行病史、临床表现、实验室检测和影像学检查等结果，诊断为确诊病例（轻型）。 | 保定市   |
| 79             | 1月25日  | 现住沈阳市沈河区滨河街道新兴社区，1月10日至1月21日一直驾车往返于北京市通州区张家湾镇住总冷库和沈阳水产批发市场、皇姑区一冷冷库（北方肉食城）之间，1月22日由京沈高速返沈，1月24日核酸检测结果阳性后进行隔离治疗。 | 沈阳市   |
| 80（京D#62）   | 1月26日  | 现住丰台区玉泉营街道万柳园小区，工作地点为西南郊冷库。1月19日作为确诊病例的密切接触者转至集中隔离点，期间两次核酸检测结果均为阴性。1月25日核酸检测结果为阳性，1月26日诊断为确诊病例，临床分型为轻型。 | 北京市   |
| 81（京D#63）   | 1月26日  | 现住丰台区玉泉营街道万柳园小区，工作地点为西南郊冷库。1月19日作为风险管控人员进行居家隔离，期间两次核酸检测结果均为阴性。1月24日作为确诊病例的密切接触者转至集中隔离点，自述于1月24日出现发热、咽痛等症状，1月25日核酸检测结果为阳性，当日诊断为确诊病例，临床分型为普通型。 | 北京市   |
| 82（京D#64）   | 1月26日  | 现住丰台区玉泉营街道郑王坟282号院，工作地点为西南郊冷库。1月20日作为风险管控人员进行居家隔离，1月23日核酸检测结果为阴性。1月25日核酸检测结果为阳性，当日诊断为无症状感染者。 | 北京市   |
| 83（京D#65）   | 1月26日  | 现住丰台区玉泉营街道亿朋苑小区，工作地点为西南郊冷库。1月20日作为风险管控人员进行居家隔离，当日核酸检测结果为阴性。自述于1月22日出现流涕等症状，1月23日核酸检测结果为阴性。1月25日核酸检测结果为阳性，当日诊断为确诊病例，临床分型为轻型。 | 北京市   |
| 84（京D#66）   | 1月26日  | 现住丰台区花乡街道北水嘉伦综合楼，工作地点为北水嘉伦2号楼。自述曾多次前往房山区长阳镇北广阳城大街8号冷库拉货。1月19日作为确诊病例的密切接触者转至集中隔离点，期间两次核酸检测结果均为阴性。1月25日核酸检测结果为阳性，1月26日诊断为确诊病例，临床分型为普通型。 | 北京市   |
| 85（京D#67）   | 1月26日  | 现住丰台区玉泉营街道亿朋苑小区。因同小区有确诊病例，1月20日作为风险管控人员进行居家隔离，期间五次核酸检测结果均为阴性。1月25日核酸检测结果为阳性，1月26日诊断为确诊病例，临床分型为普通型。 | 北京市   |
| 86（京D#68）   | 1月26日  | 现住丰台区新村街道万芳园，工作地点为西南郊冷库。自述曾多次到华兴饭庄用餐。1月20日作为风险管控人员进行居家隔离，期间三次核酸检测结果均为阴性。自述于1月23日出现发热等症状，1月25日核酸检测结果为阳性，1月26日诊断为确诊病例，临床分型为普通型。 | 北京市   |
| 87（京D#69）   | 1月26日  | 现住西城区牛街街道白广路6号院。1月24日作为确诊病例的密切接触者进行核酸检测，1月25日报告结果为阳性，已转至定点医院，当日诊断为无症状感染者。 | 北京市   |
| 88             | 1月26日  | 患者在北京丰台工作，往返于北京与燕郊之间。1月25日核酸检测结果为阳性，26日凌晨复检结果为阳性，诊断为确诊病例。 | 廊坊市   |
| 89             | 1月26日  | 杨某，七仔红母婴用品店员工，1月26日转运至集中隔离。 | 廊坊市   |
| 90             | 1月26日  | 张某，中学学生，1月26日转运至集中隔离。 | 廊坊市   |
| 91             | 1月26日  | 郭某某，小学生，1月26日转运至集中隔离。 | 廊坊市   |
| 92（京D#70）   | 1月27日  | 现住丰台区王佐镇翡翠墅小区，工作地点为西南郊冷库。1月20日作为风险管控人员进行居家隔离，期间两次核酸检测结果均为阴性。1月26日出现咳嗽症状，当日核酸检测结果为阳性，1月27日诊断为确诊病例，临床分型为轻型。 | 北京市   |
| 93（京D#71）   | 1月27日  | 现住丰台区王佐镇翡翠墅小区，工作地点为西南郊冷库。1月20日作为风险管控人员进行居家隔离，期间两次核酸检测结果均为阴性。1月26日核酸检测结果为阳性，1月27日诊断为确诊病例，临床分型为轻型。 | 北京市   |
| 94（京D#72）   | 1月27日  | 现住大兴区旧宫镇庑殿路祥龙大院，工作地点为西南郊冷库和石榴园西街234号。1月21日作为确诊病例的密切接触者转至集中隔离点，期间两次核酸检测结果均为阴性。1月26日核酸检测结果为阳性，1月27日诊断为确诊病例，临床分型为轻型。 | 北京市   |
| 95（京D#73）   | 1月27日  | 现住丰台区玉泉营街道巴庄子村，工作单位为洁源清北京保洁服务有限公司，工作地点为花乡奥莱村。1月22日作为风险人员进行核酸检测，期间三次核酸检测结果均为阴性。1月26日核酸检测结果为阳性，1月27日诊断为确诊病例，临床分型为普通型。 | 北京市   |
| 96（京D#74）   | 1月27日  | 现住丰台区玉泉营街道巴庄子村，工作单位为洁源清北京保洁服务有限公司，工作地点为花乡奥莱村，为案95（京D#73）的密切接触者。1月27日核酸检测结果为阳性，当日诊断为无症状感染者。 | 北京市   |
| 97（京D#75）   | 1月28日  | 现住丰台区玉泉营街道万柳园小区。1月20日作为风险管控人员进行居家隔离，期间两次核酸检测结果均为阴性。自述于1月25日出现乏力等症状，1月26日核酸检测结果为阳性，1月27日诊断为确诊病例，临床分型为普通型。 | 北京市   |
| 98（京D#76）   | 1月28日  | 现住丰台区玉泉营街道玉泉营212号院，工作地点为西南郊冷库。曾到花乡奥莱村。1月19日进行居家隔离，1月21日作为确诊病例的密切接触者转至集中隔离点，期间四次核酸检测结果均为阴性。自述于1月25日出现发热等症状，1月27日核酸检测结果为阳性，当日诊断为确诊病例，临床分型为普通型。 | 北京市   |
| 99（京D#77）   | 1月28日  | 现住丰台区玉泉营街道玉泉营212号院，工作地点为西南郊冷库。自述曾多次在华兴饭庄用餐。1月20日作为风险管控人员进行核酸检测，结果为阴性。1月21日作为确诊病例的密切接触者转至集中隔离点，期间三次核酸检测结果均为阴性。1月27日核酸检测结果为阳性，1月28日诊断为确诊病例，临床分型为轻型。 | 北京市   |
| 100（京D#78）  | 1月28日  | 现住西城区广安门外街道鸭子桥路1号院。因同单位有确诊病例，1月24日作为风险管控人员进行核酸检测，结果为阴性。1月25日作为确诊病例的密切接触者转至集中隔离点，期间两次核酸检测结果为阴性。1月27日核酸检测结果为阳性，1月28日诊断为确诊病例，临床分型为普通型。 | 北京市   |
| 101（京D#79）  | 1月28日  | 现住丰台区王佐镇翡翠墅小区，工作地点为西南郊冷库。1月20日作为风险管控人员进行居家隔离，期间四次核酸检测结果均为阴性。1月27日转至集中隔离点，1月28日核酸检测结果为阳性，当日诊断为确诊病例，临床分型为轻型。 | 北京市   |
| 102（京D#80）  | 1月28日  | 现住丰台区新村街道怡海花园恒丰园小区，工作地点为丰台区老墙根涮肉（怡海花园店）。自述曾多次前往好多家拉面包子(怡海花园店)及其宿舍。1月22日作为风险管控人员进行居家隔离，期间两次核酸检测结果均为阴性。1月26日出现发热等症状，1月28日核酸检测结果为阳性，当日诊断为确诊病例，临床分型为普通型。 | 北京市   |
| 103（京D#81）  | 1月28日  | 现住丰台区新村街道怡海花园恒丰园小区，工作地点为丰台区老墙根涮肉（怡海花园店）。自述曾多次前往好多家拉面包子(怡海花园店)及其宿舍。1月22日作为风险管控人员进行居家隔离，期间一次核酸检测结果为阴性。1月28日核酸检测结果为阳性，当日诊断为确诊病例，临床分型为轻型。 | 北京市   |
| 104            | 1月28日  | 女，70岁，涞水县一渡镇龙安村人。1月25日作为首例病例的密切接触者在隔离点集中隔离。1月26日-27日核酸检测阴性；1月28日核酸检测阳性，诊断为确诊病例（普通型）。 | 保定市   |
| 105            | 1月28日  | 在第六轮全员核酸检测中结果为阳性，经大同市疾控中心、市第四人民医院复核均为阳性，诊断为确诊病例（轻型）。 | 大同市   |
| 106（京D#82）  | 1月29日  | 现住丰台区新村街道万芳园，工作地点为西南郊冷库。1月20日作为风险管控人员进行居家隔离，1月28日核酸检测结果为阳性，1月29日诊断为确诊病例，临床分型为轻型。 | 北京市   |
| 107（京D#83）  | 1月29日  | 现住大兴区西红门镇宏福园小区，工作地点为西南郊冷库。自述曾多次到华兴饭店用餐。1月20日作为风险管控人员进行居家隔离，期间一次核酸检测结果为阴性。1月27日转至集中隔离点，1月28日核酸检测结果为阳性，1月29日诊断为确诊病例，临床分型为普通型。 | 北京市   |
| 108（京D#84）  | 1月29日  | 现住朝阳区安贞街道安贞里三区，因同小区有确诊病例，作为风险管控人员进行核酸检测，1月28日报告结果为阳性，1月29日诊断为确诊病例，临床分型为普通型。 | 北京市   |
| 109（京D#85）  | 1月29日  | 现住大兴区西红门镇宏福园小区，工作地点为西南郊冷库。1月20日作为风险管控人员进行居家隔离，期间两次核酸检测结果均为阴性。1月27日转至集中隔离点，1月28日核酸检测结果为阳性，1月29日诊断为确诊病例，临床分型为轻型。 | 北京市   |
| 110（京D#86）  | 1月29日  | 现住大兴区西红门镇宏福园小区，工作地点为西南郊冷库。自述曾到华兴饭店用餐。1月20日作为风险管控人员进行居家隔离，期间两次核酸检测结果均为阴性。1月27日转至集中隔离点。自述于1月28日出现发热、乏力等症状，当日核酸检测结果为阳性，1月29日诊断为确诊病例，临床分型为轻型。 | 北京市   |
| 111（京D#87）  | 1月29日  | 现住丰台区南三环西路85号，工作地点为西南郊冷库。1月20日作为风险管控人员进行居家隔离，期间两次核酸检测结果均为阴性。1月23日作为确诊病例的密切接触者转至集中隔离点，期间两次核酸检测结果均为阴性。1月27日出现流涕等症状，1月28日核酸检测结果为阳性，1月29日诊断为确诊病例，临床分型为普通型。 | 北京市   |
| 112（京D#88）  | 1月29日  | 现住丰台区西南郊冷库三新公司，工作地点同现住址。1月20日作为风险管控人员进行居家隔离，期间两次核酸检测结果均为阴性。1月23日作为确诊病例的密切接触者转至集中隔离点，期间两次核酸检测结果均为阴性。自述于1月26日出现流涕等症状。1月28日核酸检测结果为阳性，1月29日诊断为确诊病例，临床分型为普通型。 | 北京市   |
| 113（京D#89）  | 1月29日  | 现住丰台区西南郊冷库三新公司，工作地点同现住址。1月20日作为风险管控人员进行居家隔离，1月21日核酸检测结果为阴性。1月23日作为确诊病例的密切接触者转至集中隔离点，期间三次核酸检测结果均为阴性。自述于1月27日出现咽部不适等症状，1月28日核酸检测结果为阳性，1月29日诊断为确诊病例，临床分型为轻型。 | 北京市   |
| 114（京D#90）  | 1月29日  | 现住丰台区玉泉营街道玉泉营212号院，工作地点为西南郊冷库。1月20日作为风险管控人员进行居家隔离。自述于1月21日出现流涕等症状，1月27日核酸检测结果为阳性，1月29日诊断为确诊病例，临床分型为轻型。 | 北京市   |
| 115（京D#91）  | 1月29日  | 现住丰台区玉泉营街道万柳园小区，工作地点为西南郊冷库。1月19日作为风险人员进行核酸检测，结果为阴性。1月20日进行居家隔离，期间两次核酸检测结果均为阴性。1月28日核酸检测结果为阳性，1月29日诊断为确诊病例，临床分型为普通型。 | 北京市   |
| 116（京D#92）  | 1月29日  | 现住丰台区西南郊冷库宿舍，工作地点为西南郊冷库。1月20日作为风险管控人员进行居家隔离，期间五次核酸检测结果均为阴性。1月25日转至集中隔离点，期间三次核酸检测结果均为阴性。1月28日核酸检测结果为阳性，1月29日诊断为确诊病例，临床分型为普通型。 | 北京市   |
| 117（京D#93）  | 1月29日  | 现住丰台区西南郊冷库宿舍，工作地点为西南郊冷库。1月21日，作为风险管控人员进行居家隔离，期间五次核酸检测结果均为阴性。1月25日转至集中隔离点，期间核酸检测结果为阴性。1月28日核酸检测结果为阳性，1月29日诊断为确诊病例，临床分型为普通型。 | 北京市   |
| 118（京D#94）  | 1月29日  | 现住丰台区西南郊冷库宿舍，工作地点为西南郊冷库。1月20日作为风险管控人员进行居家隔离，期间两次核酸检测结果均为阴性。1月25日转至集中隔离点，期间核酸检测结果为阴性。1月28日核酸检测结果为阳性，1月29日诊断为确诊病例，临床分型为轻型。 | 北京市   |
| 119（京D#95）  | 1月29日  | 现住丰台区西南郊冷库宿舍，工作地点为西南郊冷库。1月20日作为风险管控人员进行居家隔离，期间核酸检测结果为阴性。1月25日转至集中隔离点，期间两次核酸检测结果均为阴性，1月28日核酸检测结果为阳性，1月29日诊断为确诊病例，临床分型为普通型。 | 北京市   |
| 120（京D#96）  | 1月29日  | 现住丰台区西南郊冷库宿舍，工作地点为西南郊冷库。1月20日作为风险管控人员进行居家隔离，期间两次核酸检测结果均为阴性。1月25日转至集中隔离点，期间核酸检测结果为阴性。自述于1月26日出现流涕等症状，1月28日核酸检测结果为阳性，1月29日诊断为确诊病例，临床分型为普通型。 | 北京市   |
| 121（京D#97）  | 1月30日  | 现住丰台区新村街道怡海花园小区，工作地点同现住址。1月22日作为风险管控人员进行核酸检测，期间两次结果均为阴性。自述于1月27日出现流涕等症状，1月29日核酸检测结果为阳性，1月30日诊断为确诊病例，临床分型为轻型。 | 北京市   |
| 122（京D#98）  | 1月30日  | 现住丰台区西罗园街道角门东里小区，工作地点为西南郊冷库。1月20日作为风险管控人员进行居家隔离，期间四次核酸检测结果均为阴性。1月25日转至集中隔离点，期间两次核酸结果均为阴性。1月29日核酸检测结果为阳性，1月30日诊断为确诊病例，临床分型为轻型。 | 北京市   |
| 123（京D#99）  | 1月29日  | 现住大兴区清源街道康宜家园北区，工作地点为西南郊冷库。1月20日作为风险管控人员进行居家隔离，期间两次核酸检测结果均为阴性。1月25日转至集中隔离点，期间两次核酸检测结果均为阴性。1月28日核酸检测结果为阳性，1月29日诊断为确诊病例，临床分型为普通型。 | 北京市   |
| 124（京D#100） | 1月29日  | 现住朝阳区安贞街道安贞里三区。因同小区有确诊病例，1月23日作为风险管控人员进行核酸检测，结果为阴性。1月24日进行居家隔离，自述于1月27日出现咳嗽等症状，1月28日核酸检测结果为阳性，1月29日诊断为确诊病例，临床分型为普通型。 | 北京市   |
| 125（京D#101） | 1月30日  | 现住朝阳区安贞街道安贞里三区。因同小区有确诊病例，1月23日作为风险管控人员进行核酸检测，结果为阴性。1月24日进行居家隔离，期间核酸检测结果为阴性。1月29日核酸检测结果为阳性，1月30日诊断为确诊病例，临床分型为普通型。 | 北京市   |
| 126（京D#102） | 1月29日  | 现住西城区广安门外街道鸭子桥路1号院。1月25日作为确诊病例的密切接触者转至集中隔离点，期间四次核酸检测结果均为阴性。1月29日核酸检测结果为阳性，当日诊断为确诊病例，临床分型为轻型。 | 北京市   |
| 127（京D#103） | 1月31日  | 现住朝阳区安贞街道安贞里三区。1月24日进行居家隔离，1月27日出现发热、干咳等症状，1月30日核酸检测结果为阳性，1月31日诊断为确诊病例，临床分型为普通型。 | 北京市   |
| 128（京D#104） | 1月31日  | 现住丰台区玉泉营街道马家楼村。因同单元住户为无症状感染者，1月24日转至集中隔离点。1月30日核酸检测结果为阳性，1月31日诊断为确诊病例，临床分型为轻型。 | 北京市   |
| 129（京D#105） | 1月31日  | 现住丰台区西南郊冷库后院140号院，工作地点为西南郊冷库。1月20日进行居家隔离，1月30日转至集中隔离点，当日核酸检测结果为阳性，1月31日诊断为无症状感染者。 | 北京市   |
| 130（京D#106） | 2月1日   | 现住丰台区玉泉营街道纪家庙君鼎物业宿舍，工作地点为西南郊冷库。1月31日核酸检测结果为阳性，当日转至定点医院，2月1日诊断为确诊病例，临床分型为轻型。 | 北京市   |
| 131（京D#107） | 2月1日   | 现住丰台区西南郊冷库宿舍，工作地点为西南郊冷库。1月20日作为风险管控人员进行居家隔离，期间两次核酸检测均为阴性。1月23日转至集中隔离点，期间两次核酸检测均为阴性，1月31日核酸检测结果为阳性，2月1日诊断为确诊病例，临床分型为普通型。 | 北京市   |
| 132（京D#108） | 2月2日   | 现住丰台区玉泉营街道万柳西园小区，工作地点为西南郊冷库。作为风险人员进行核酸检测，期间两次核酸检测结果均为阴性。1月29日转至集中隔离点，1月30日核酸检测结果为阴性，2月1日核酸检测结果为阳性，2月2日诊断为确诊病例，临床分型为轻型。 | 北京市   |
| 133（京D#109） | 2月2日   | 现住大兴区西红门镇红星集体农庄，工作地点同现住址。1月25日至31日进行核酸检测，期间三次核酸检测结果均为阴性。2月1日核酸检测结果为阳性，已转至定点医院，2月2日诊断为确诊病例，临床分型为轻型。 | 北京市   |
| 134（京D#110） | 2月4日   | 现住丰台区西南郊冷库宿舍，工作地点为西南郊冷库。1月25日转至集中隔离点，2月4日核酸检测结果为阳性，当日诊断为确诊病例，临床分型为普通型。 | 北京市   |
| 135（京D#111） | 2月5日   | 现住朝阳区安贞街道安贞里三区。1月24日所在小区管控，2月5日核酸检测结果为阳性，当日诊断为确诊病例，临床分型为普通型。 | 北京市   |
| 136            | 2月5日   | | 廊坊市   |
| 137            | 2月5日   | | 廊坊市   |
| 138（京D#111） | 2月6日   | 现住西城区广安门外街道鸭子桥路1号院。1月24日作为确诊病例的密切接触者转至集中隔离点，2月6日核酸检测结果为阳性，当日诊断为确诊病例，临床分型为普通型。 | 北京市   |

## 溯源调查
1月17日，北京市疫情防控发布会通报，已对1月15日确诊病例标本进行全基因组测序，基因序列分析显示，病毒属于VOC/Omicron变异株（BA.1进化分支）。病例收取的国际邮件环境标本已采集22件，其中包装外表面2件、内表面2件以及文件内纸张标本8件，经核酸检测均为阳性，并检测出奥密克戎变异株特异性突变位点。1月20日，北京市疾控中心对1月19日通报的核酸检测阳性者1进行全基因组测序，结果显示为德尔塔变异株（AY.30进化分支），与1月18日通报的核酸检测阳性者病毒序列完全一致，属于同一传播链。
1月24日，山东省疾病预防控制中心会同济南市、聊城市疾控中心同步开展全基因序列测定，全部获得有效全基因组序列。经比对分析，济南、聊城报告阳性感染者均感染VOC/Delta变异株，属于B.1.617.2分支，与近期北京市丰台区疫情病毒序列高度同源。

## 反应

### 北京市

#### 地区风险
1月20日，因丰台区玉泉营街道万柳园小区、房山区长阳镇北广阳城大街8号均在近14天累计报告3例本土确诊病例，北京市即日起将两地定为中风险地区。1月22日，丰台区玉泉营街道万柳园小区升级为高风险地区。
截至1月25日，丰台区共有封控区11个，管控区8个，共涉及居民15756户。丰台区全域为防范区，暂停聚集性活动，轨道交通和地面公交满载率调整为75%，对养老等特殊机构场所进行封闭管理，各级各类医疗机构实施预检分诊、院感防控等各项措施。同日，西城区划定广外鸭子桥路1号院2号楼为封控区，1号院其他区域为管控区。划定右内西街甲10号院内部分平房与楼房为封控区。朝阳区划分的管控区范围为田间路和京城梨园东侧、机场第二高速路南侧、定福庄路西侧和幺家店路北侧围合区域，实行“人不出区、严禁聚集”的措施。
1月23日，北京市政府新闻发言人徐和建表示，风险区域人员原则上不出京。
1月29日晚20时，本轮疫情奥密克戎变异株传播链的指示病例所在小区解除封闭管理。
2月7日，丰台区新冠肺炎疫情防控工作领导小组办公室决定解除丰台区全域疫情防范区。
2月16日，丰台区玉泉营街道万柳西园5号楼等3个封控管控点位陆续解封，丰台区本轮疫情以来划定的29个封控区、15个管控区全部解封。同时，北京全市均为低风险地区，中风险地区清零。
| 区     | 街道（及范围）                    | 调整日期                                                                                    |
| ------ | --------------------------------- | ------------------------------------------------------------------------------------------- |
| 丰台区 | 玉泉营街道万柳园社区              | 全域调整为高风险：1月30日 高风险→中风险：2月14日 中风险→低风险：2月16日                     |
| 丰台区 | 新村街道怡海花园社区              | 全域调整为高风险：1月30日 高风险→中风险：2月6日 中风险→低风险：2月14日                      |
| 丰台区 | 南苑街道南庭新苑北区              | 低风险→中风险：1月24日 中风险→低风险：2月6日                                                |
| 丰台区 | 玉泉营街道亿朋苑一区              | 低风险→中风险：1月24日 中风险→低风险：2月9日                                                |
| 丰台区 | 玉泉营街道黄土岗村                | 低风险→中风险：1月25日 中风险→高风险：1月30日 高风险→中风险：2月11日 中风险→低风险：2月15日 |
| 丰台区 | 玉泉营街道万柳西园社区            | 低风险→中风险：1月25日 中风险→低风险：2月9日                                                |
| 丰台区 | 王佐镇翡翠山社区                  | 低风险→中风险：1月27日 中风险→低风险：2月11日                                               |
| 房山区 | 长阳镇北广阳城大街8号             | 低风险→中风险：1月20日 中风险→低风险：2月6日                                                |
| 大兴区 | 西红门镇宏福园小区                | 低风险→中风险：1月29日 中风险→低风险：2月11日                                               |
| 朝阳区 | 安贞街道安贞里社区安贞里三区4号楼 | 低风险→中风险：1月29日 中风险→高风险：1月31日 高风险→中风险：2月9日 中风险→低风险：2月15日  |

#### 核酸检测

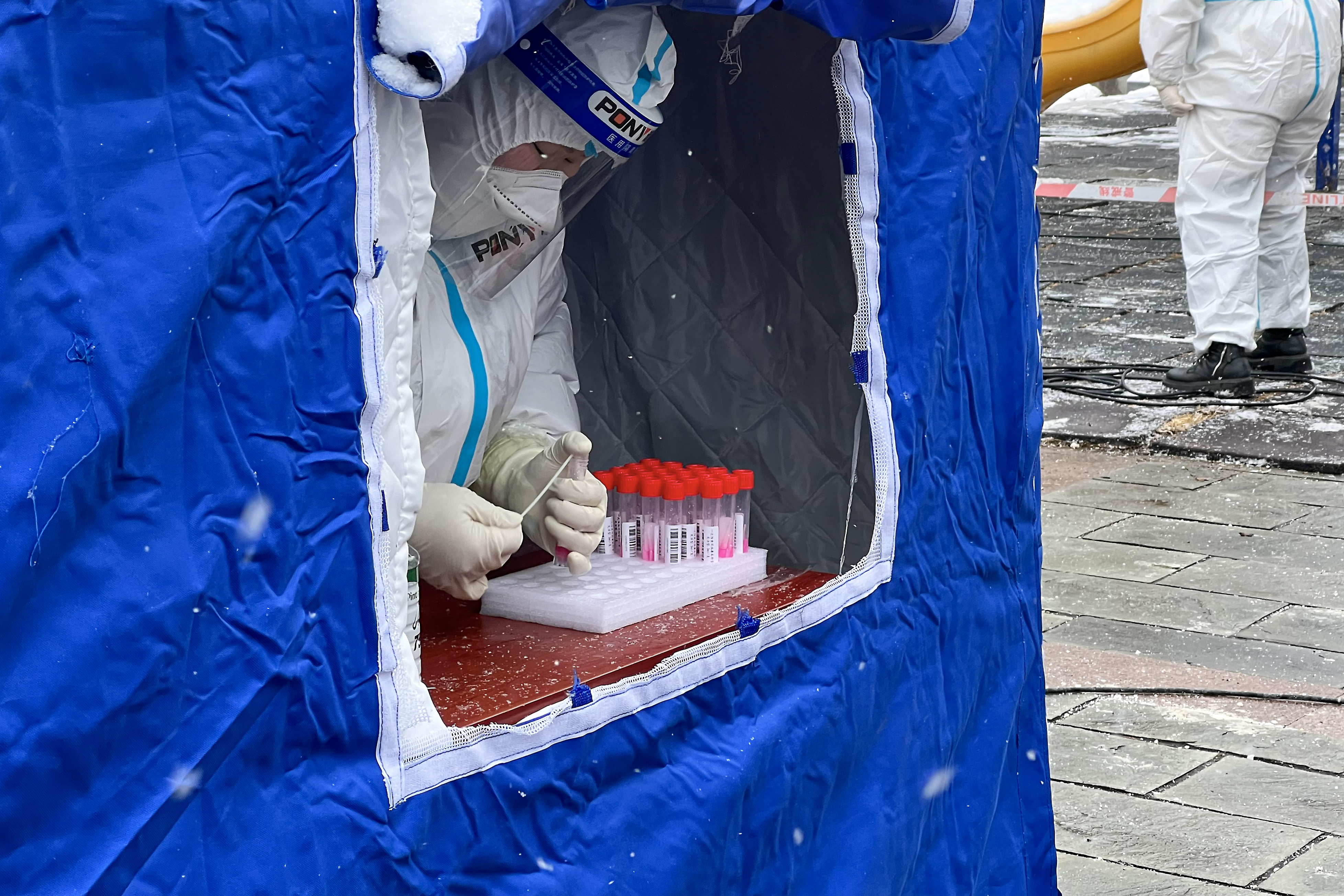
2022年1月21日，一名检测人员在海淀区内的核酸检测点将咽拭子头部置入采样管

##### 全员核酸检测
截至1月21日，丰台区已完成玉泉营街道、花乡街道、石榴庄街道全员核酸检测，共计21万人，其中被管控的重点人群中2人阳性。1月23日，丰台区组织开展第一轮全区核酸检测。截止24日13时，共完成集中采样155万人，已检测99.7%，结果均为阴性。1月25日，丰台区启动第二轮全区核酸检测，共设置1319个核酸检测点位，东城、西城、朝阳、海淀、石景山、通州、门头沟、大兴、昌平、顺义10个区前来支援。1月26日6时起，丰台区启动第三轮全区核酸检测。1月29日6时起，丰台区组织第四轮区域核酸检测。

##### 特殊人群核酸检测
1月23日，北京市卫健委副主任、新闻发言人李昂表示，即日起对既往14日内及今后购买退热、止咳、抗感染、治疗咽干咽痛四类药品的人员，均需在72小时内进行一次核酸检测。
1月25日，北京市卫生健康委员会副主任、新闻发言人李昂说，北京已要求各类各级核酸检测机构增加检测号源，并不得以任何理由拒绝为北京健康宝弹窗人员提供核酸检测服务。
1月28日，丰台区副区长薄澜介绍，丰台区严格落实批发市场和冷链人员一天一检，全面加强进口冷链食品、进口水果等管理，进一步落实进口物品核酸检测和预防性消毒措施。

#### 处置违法犯罪
1月21日，北京市公安局副局长、新闻发言人潘绪宏介绍，北京警方发现某食品批发部经营人杨某波（男，46岁），违反冷链产品疫情防控有关规定，擅自将自东南亚某国进口带鱼等海产品的进口标签，更换为国产标识，以逃避进口冷链产品正常监管，存在引发疫情传播的严重危险。杨某波违法经营、涉嫌妨害传染病防治罪，已被房山警方依法立案侦查。根据中央纪委国家监委网站1月30日的通报，杨某波将此次疫情涉及的进口冷冻海鲜违规存放于房山区的北京融清聚源商贸有限公司冷库和丰台区的北京市南三环玉泉营果蔬批发中心冷库。另据北京市高级人民法院9月27日的通报，杨某波承租了位于北京市房山区的北京融清聚源商贸有限公司冷库及丰台区西南郊果品冷库的部分库房，2021年4月至11月先后自泰国等地进口冻带鱼存放于房山北广阳城冷库内，且在入库前未向冷库提交货物核酸检测、消毒证明等材料，也未对货物及库内货架进行消毒；涉事的融清聚源商贸公司也未对货物产地进行核实，未查验核酸检测、消毒证明，且在日常消杀过程中未对库房内环境及货架进行消杀，未严格执行国产货物与进口货物分区存放的规定。
1月27日，北京市公安局副局长、新闻发言人潘绪宏介绍，曾到访丰台区重点地区的海淀、房山、东城3人在居家隔离期间私自外出，均已被行政拘留。
5月4日，北京市大兴区公安分局通报，暂住大兴区西红门镇某村的三名西南郊冷库工作人员按照防疫规定，1月29日被要求落实居家隔离措施。期间三人多次擅自外出，后均被确诊。因三人不履行防疫措施、私自外出的行为造成封控区域进一步扩大、隔离人数显著增加，极大增加了疫情传播风险，给全区疫情防控带来巨大风险隐患。2月28日，大兴警方对三人依法开展立案侦查。治愈出院后的5月2日，三人因涉嫌妨害传染病防治罪被大兴警方依法刑事拘留。
9月27日，北京市房山区人民法院依法公开开庭审理并当庭宣判被告人杨某某等人及被告单位北京某商贸有限公司妨害传染病防治一案，对被告人杨某某判处有期徒刑1年6个月，被告单位北京某商贸有限公司判处罚金人民币20万元，被告人王某某（某商贸公司法定代表人）、张某某、赵某某（某商贸公司副总经理）判处有期徒刑各1年。

#### 免职与问责
根据中央纪委国家监委网站1月30日的通报，北京市纪委监委成立调查组，对本轮疫情问题开展了问责调查，对首农食品集团党委副书记马辉给予党内警告处分；对东方供应链公司党委通报问责，党委书记、董事长孙凤坤给予党内严重警告处分、免职；责令东方供应链公司纪委作出深刻书面检查，对纪委书记白雅琦给予党内警告处分。另有多名官员被问责，受到不同程度的处分。

### 河北省
1月26日起，安新县端村镇西堤东堤片区调整为中风险地区。三河市暂停所有公交班线运营，此外北京公交进入三河市境内的公交线路受到不同程度影响，采取相应调度措施。
同日起，燕郊部分小区被临时封闭，进行全员核酸检测。1月27日，三河市燕郊高新区、高楼镇、燕郊镇和西市区4个街道完成首轮全员核酸检测，共采样545188份，结果均为阴性。
2月11日起，三河市、香河县进京公交线路恢复全线运营。

### 其他城市
自本轮疫情发生以来，中国大陆多地要求对有北京市丰台区、房山区重点地区旅居史的人员第一时间向所在居委（村委）、工作单位或所住酒店报备，并配合做好核酸检测、医学隔离等健康管理工作。

## 对北京冬奥会的影响
本轮疫情发生时正值北京冬奥会的举办预备期。美国之音网站引用路透社的报道说，北京将以全市紧急状态迎接冬奥会的到来。《新华每日电讯》的文章说，当地政府基于精细化管理经验加以防控，为闭环内外的防疫提供保障，强调中国有能力从容应对疫情下举办冬奥会的多重挑战。

## 相关事件

### “流调中最辛苦的人”及寻子事件
1月18日，北京市朝阳区发现一例核酸检测阳性人员，后经诊断为无症状感染者。1月19日，朝阳区副区长杨蓓蓓介绍，该名无症状感染者岳某显从1月1日至1月18日的18天时间里，其工作范围涉及东城、西城、朝阳、海淀、顺义等多区，辗转了20多个不同的地点打零工，有多日是在凌晨工作。有网民据此称他是“流调中最辛苦的中国人”。而其儿子岳跃仝于2020年8月失踪以来，他一直在山东、河南、河北等多个省份寻找儿子。岳先生对媒体表示，警方最初拒绝定位手机和调监控，直到三个月后才立案。他补充说，警方曾在2021年10月让他去医院认领一具尸体，但他认为遗体的脸型和孩子不符，因此拒绝承认是岳跃仝。山东公安厅称正督促威海公安就此加快核查。2022年1月20日，威海市公安局通报，2020年8月26日， 荣成市公安机关接群众报警，在当地一水塘内，发现一具高度腐败的男性尸体，经现场勘查、尸体检验和外围调查，未发现有犯罪事实存在，不符合立案条件。荣成市公安局采集岳某显夫妻血样进行DNA鉴定比对，并经威海市公安局复核，确定为岳某仝，但岳某显夫妻对鉴定结论不予接受。现遗体存放于当地殡仪馆未火化。